# Tönnies Hellmann
Tönnies Hellmann (* 29. September 1912 in Hamburg; † 9. Oktober 2004 in Hamburg) war ein deutscher Pazifist und Christ sowie Kommunist.

## Leben
Hellmann erlernte bei Blohm & Voß das Schiffszimmerer-Handwerk. Mit 15 Jahren trat er in die Gewerkschaft ein, mit 20 saß er ein Jahr lang zweimal wöchentlich in einer Arbeiter-Abendschule und paukte die Begriffe des Marxismus und Leninismus. Ab 1927 war er aktives Mitglied der Gewerkschaft, im Kommunistischen Jugendverband und im Rotfrontkämpferbund.
Von 1930 bis 1933 war er im Parteiselbstschutz der KPD in Hamburg tätig, an vielen Auseinandersetzungen mit der SA und der SS aktiv beteiligt und in dieser Zeit dreimal politisch vorbestraft worden. 1933 wurde er von der Gestapo verhaftet und sechs Monate im Untersuchungsgefängnis und im KZ Fuhlsbüttel inhaftiert. 1934 kam Hellmann auf freien Fuß, musste sich aber dauernd bei der Gestapo melden. Er heiratete, und das junge Paar zog zu den Schwiegereltern, ebenfalls Kommunisten, die illegal für die verbotene KPD arbeiteten. 1941 schloss er sich der Widerstandsgruppe um Bernhard Bästlein an. Erst 1943 wird er zur Wehrmacht eingezogen und war zwei Jahre an der Ostfront. Am 9. Mai 1945 lag der Soldat Hellmann vor Prag, wo ihn tschechische Partisanen gefangen nahmen. Von dort schickte man ihn zum Arbeitseinsatz nach Sibirien. Erst 1950 kehrte er aus sowjetischer Kriegsgefangenschaft zurück.
Tönnies Hellmann war zweimal verheiratet. Zum Ende seines Lebens verstand er sich als Pazifist und Christ und engagierte sich bei Schülern und Studenten für die Auseinandersetzung mit der Geschichte.